# Copper River Census Area
Die Copper River Census Area ist eine Census Area im US-Bundesstaat Alaska. Sie ist Teil des Unorganized Boroughs und hat deshalb keinen County Seat. Bei der Volkszählung im Jahr 2020 lebten hier 2617 Menschen. Gebildet wurde sie 2019, als die Valdez-Cordova Census Area in die Copper River Census Area und die Chugach Census Area gespalten wurde. Das macht sie – neben der Chugach Census Area – zum neuesten County und County Equivalent der Vereinigten Staaten.

## Geografie
Der Name der Census Area kommt vom Copper River, der durch das Gebiet fließt.
Die Census Area grenzt (im Uhrzeigersinn) an die Southeast Fairbanks Census Area, das Yukon-Territorium in Kanada, das Yakutat Borough, die Chugach Census Area und das Matanuska-Susitna Borough.

## Kultur und Sehenswürdigkeiten

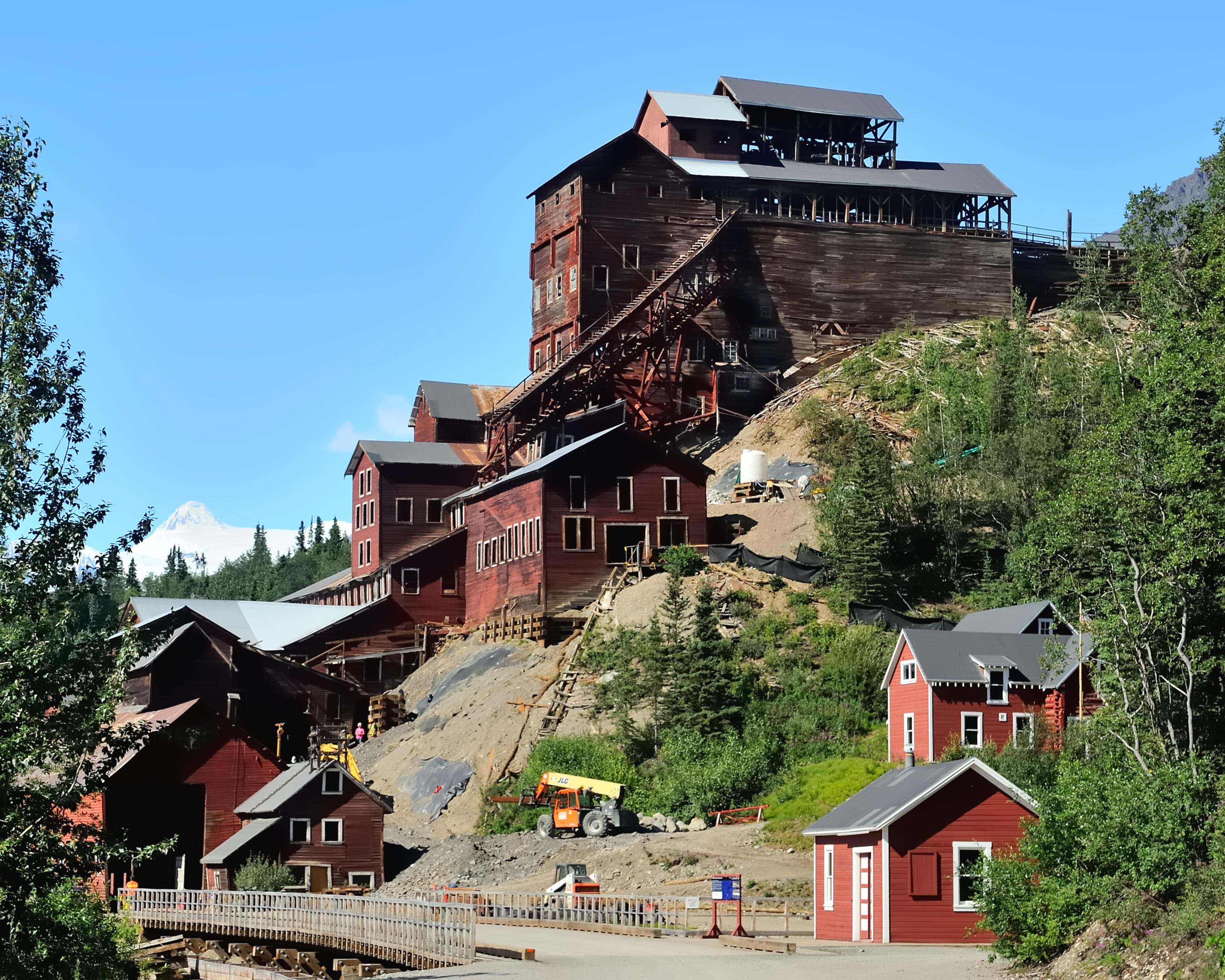
Minen in Kennicott (2013). Dieser historische Bezirk ist seit Juni 1986 ein National Historic Landmark.

16 Bauwerke, Stätten und historische Bezirke (Historic Districts) der Census Area sind im National Register of Historic Places („Nationales Verzeichnis historischer Orte“; NRHP) eingetragen (Stand 2. Februar 2022), darunter hat die Geisterstadt Kennicott den Status eines National Historic Landmarks („Nationales historisches Wahrzeichen“).

## Städte und Orte
In der Cooper River Census Area befinden sich 20 Census-designated places (CDPs) (gemeindefreie Gebiete) (Stand 2020).
- Chisana
- Chistochina
- Chitina
- Copper Center
- Gakona
- Glennallen
- Gulkana
- Kenny Lake
- McCarthy
- Mendeltna
- Mentasta Lake
- Nabesna
- Nelchina
- Paxson
- Silver Springs
- Slana
- Tazlina
- Tolsona
- Tonsina
- Willow Creek